# Калапі
Калапі (*કલાપી, 26 січня 1874 —9 червня 1900) — індійський аристократ, поет, письменник, що складав твори мовою гуджараті.

## Життєпис
Походив з князівської родини — володарів Латхі у Саураштрі (Гуджарат). Справжнє ім'я — Сирсінхджі Тахтасінхджі Ґохіл. Спочатку отримав домашню освіту. У 1882 році поступив до коледжу Раджкумар у м. Раджкот, який закінчив у 1890 році. Знав санскрит, урду, перську мову. Замолоду захопився складанням віршів. Тоді ж узяв псевдонім Калапі.
У 1889 році одружився з представницями князівських родин — Рамабою та Анандібою. У 1891–1892 роках здійснив подорож до Кашміру. У 1895 році після смерті батька та старшого брата оголошений правителем Лахті. Його володарювання відзначалося гуманністю та спокоєм. Втім 9 червня 1900 року Калапі раптово помер. Деякі дослідники припускають, що його було отруєно однією з дружин.

## Творчість
Калапі був доволі різнобічним літературним діячем. Створив 250 поем (більша з них увійшли до посмертної «Антології» Калапі), низку прозорових творів («Подорожні нотатки», незавершена автобіографія), здійснив переклади 4 англійських романів на мову гуджараті, був майстром епістолярного жанру (залишив 900 листів).
Інтимна лірика представлена у збірці «Гімни Любові», а його пейзажна лірика — не тільки в поетичних творах, а й у прозі — «Подорожі в Кашмір, або Баченні Раю», де відображені враження автора від поїздки в Кашмір. Романтична поема «Хамарджі Ґохел» побудована як сімейна хроніка, зображає трагічну долю предків Калапі в часи спустошливих навал Газневі.